# Dolichopus laticola
Dolichopus laticola är en tvåvingeart som beskrevs av George Henry Verrall 1904. Dolichopus laticola ingår i släktet Dolichopus och familjen styltflugor. Arten har ej påträffats i Sverige. Inga underarter finns listade i Catalogue of Life.